# Strandvejen (Aalborg)
 For alternative betydninger, se Strandvejen. (Se også artikler, som begynder med Strandvejen)
 Der er for få eller ingen kildehenvisninger i denne artikel, hvilket er et problem. Du kan hjælpe ved at angive troværdige kilder til de påstande, som fremføres i artiklen.

Strandvejen er en 1,3 kilometer lang vej på Aalborg's havnefront. Vejstrækningen forbinder Slotspladsen i Aalborg Centrum med Peder Skrams Gade i Aalborg Vestby.

## Vejens forløb
Fra Slotspladsen og mod vest passeres først Toldbod Plads og Ved Stranden. Dernæst Toldbodgade hvorfra der er forbindelse til Vesterbro og Limfjordsbroen. På den anden side af Limfjordsbroen passeres Brohusgade, Badehusvej, Poul Paghs Gade og Vendsysselbanen. Endeligt ender Strandvejen i krydset Peder Skrams Gade-Dannebrogsgade. 
Mellem Strandvejen og Limfjorden ligger Jomfru Ane Parken og restaurationsskibene M/S Elbjørn, Den fede ælling og Prinses Juliana. Desuden ligger Havnehuset og Jin Cun restaurant. På bysiden ligger Toldkammeret, Cafe Casablanca, Alm. Brand, Radisson Hotels & Resorts og Seaport Bowlingcenter. Desuden ventes Brohuset, som er et højhus med boliger og erhverv og tegnet af Kim Utzon, opført ved siden af Limfjordbroen.
Vest for Limfjordsbroen er der langs Strandvejen en del nybyggeri på havnefronten med mange kontorer og boliger. Desuden passeres Obels Kanal og C.W. Obels gamle tobaksfabrik der i dag huser Aalborg Universitets basisuddannelse. Dernæst passeres De Danske Spritfabrikker og Aalborg Handelsskole. Ved krydset Dannebrogsgade-Peder Skrams Gade-Strandvejen ligger der et Kvickly-varehus og det grønne område Fjordmarken.